# Інтерахамве
Інтерахамве - збройне формування хуту, що діє в Демократичній Республіці Конго й Уганді. 
Інтерахамве було сформовано у 1994 році як молодіжне крило руандійської політичної партії Національний республіканський рух за демократію та розвиток, правлячої партії Руанди, яка користувалася підтримкою уряду, у якому більшість становили хуту. "Інтерахамве" були головними винуватцями геноциду в Руанді, під час якого було знищено від 500,000 до 1,000,000 тутсі, тва і поміркованих хуту, а термін "Інтерахамве" поширився на всі озброєні формування, які вбивали тутсі. Інтерахамве було вигнано з Руанди після перемоги Руандійського патріотичного фронту, що був заснований тутсі, у Громадянській війні в Руанді у липні 1994 року. Інтерахамве було визнано терористичною організацією урядами багатьох країн Африки та Заходу. Інтерахамве та Демократичні сили звільнення Руанди продовжують агресію проти Руанди з території сусідніх країн, де вони також беруть участь у місцевих конфліктах і терористичних актах. 

## Етимологія
Назва Інтерахамве з руандійської мови перекладається як "ті, хто працюють разом" або, більш вільно, "ті, хто борються разом". Слово "праця" використовувалося як пропагандистське гасло у расистських радіопрограммах під час геноциду - "праця" означала використання мачете для вбивств. Крім того, слово "інтерехамве" можна перекласти по-частинах. З руандійської мови інтера - праця, хамве - разом. 

## Формування та історія
Роберт Каюга, тутсі (що незвично для цього формування), очолював Інтерахамве. Віце-президентом Інтерахамве був Джорж Рутаганда. Інтерахамве було сформовано з груп молодих людей - членів партії Демократичні сили звільнення Руанди. Саме вони організовували геноцид в Руанді проти тутсі в 1994 році. Радіостанція Вільне радіо і телебачення тисячі пагорбів, заснована руандійським президентом Жувеналем Габ'яріманою та його дружиною, була популярна серед членів Інтерахамве та використовувалася для поширення екстремістами етноцентричної та ксенофобської пропаганди, спрямованої проти тутсі, тва, поміркованих хуту та бельгійців. Радіостанція заохочувала акти геноциду, лякаючи руандійців-хуту тим, що тутсі піднімуть проти них повстання чи будуть тікати з країни.
Після захоплення руандійської столиці - Кігалі військами Руандійського патріотичного фронту, багато цивільних руандійців і членів Інтерахамве втекли до сусідніх країн. Більшість - у Заїр, зараз Демократична Республіка Конго і до Танзанії. Судан приймав колишніх членів Інтерахамве у Джубі, і у березні 1998 року колишні командири Інтерахамве, зокрема колишні військовий комендант Кігалі і командувач Президентської гвардії Руанди прибули до Джуби з Найробі для організації і формування нових збройних загонів із колишніх членів Інтерахамве. Притягти членів Інтерахамве до відповідальності було майже неможливо, оскільки вони не мали знаків розпізнавання і чітко організованої групи послідовників. Вони були друзями, сусідами та колегами тутсі. Протягом війни члени Інтерахамве переходили до таборів біженців і внутрішньо переміщених осіб. Там жертви були змішані з ворогами, що ускладнило переслідування членів Інтерахамве. Для того щоб притягти вбивць до відповідальності, було створено Міжнародний трибунал щодо Руанди. Трибунал зазнавав критики через неадекватну підготовку суддів та цілковиту корумпованість судової системи. Ці проблеми призвели до того, що велика кількість невинних людей потрапили до в'язниць, викликавши їх перенаселення. 
Під час війни мільйони руандійських біженців-хуту бігли до Заїру (нині Демократична Республіка Конго), а також багато членів Інтерахамве, президентської гвардії та урядових сил Руанди. Після прийняття до своїх лав значного числа конголезьких хуту організація взяла назву Армія звільнення Руанди. При режимі Кагаме, який все ще перебуває при владі, члени формування все ще беруть участь у рейдах на території таборів біженців.

## Після руандійського геноциду
У 1999 році, Інтерахамве викрало групу з 14 туристів у національному парку "Непрохідний ліс Бвінді", Уганда. Вісьмох туристів було вбито.

## Відповідальність
Очільників Інтерахамве було притягнуто до відповідальності Міжнародним трибуналом щодо Руанди в місті Аруша, Танзанія. Трибунал засудив щонайменше 41 особу. Деяких з них до довічного позбавлення волі, у тому числі колишнього прем'єр-міністра Жана Камбанду і Джорджа Рутаганду. Втікачі були схоплені і притягнуті до відповідальності в інших країнах.